# Furfural
Furfural é um composto orgânico heterocíclico aromático, tem seu nome derivado do latim furfur, farelo de cereais, de onde é até hoje produzido. Tem cheiro semelhante a amêndoas. É menos tóxico que o furano, mas ainda assim perigoso.

## Produção e usos
Cerca de 10% do peso dos resíduos de produção agrícola podem ser convertidos em furfural pelo aquecimento com ácido sulfúrico diluído, sendo este pouco solúvel em água e mais denso que ela. Esta reação envolve os açúcares de 5 carbonos das plantas, como os contidos nas hemiceluloses.
Cerca de metade das 500.000 toneladas produzidas de furfural em cada ano têm origem na República Popular da China. A maior parte da produção é usada para síntese de polímeros (fibras de vidro, resina para aviação e freios), furano e THF.
Assim como furano, polimeriza com fenol, acetona, ureia e consigo mesmo em presença de ácidos.
Um derivado do furfural é o furfuril-mercaptana, que dá ao café torrado o seu aroma (reduz-se o aldeído a álcool e troca-se o oxigênio do álcool por enxofre).